# Oglethorpe County
Das Oglethorpe County ist ein County im Bundesstaat Georgia der Vereinigten Staaten. Der Verwaltungssitz (County Seat) ist Lexington.

## Geographie
Das County liegt im mittleren Norden von Georgia, im Südosten etwa 30 km vor der Westgrenze von South Carolina und hat eine Fläche von 1145 Quadratkilometern, wovon drei Quadratkilometer Wasseroberfläche sind, und grenzt im Uhrzeigersinn an folgende Countys: Elbert County, Wilkes County, Taliaferro County, Greene County, Oconee County, Clarke County und Madison County.
Das County ist Teil der Metropolregion Athens–Clarke County.

## Geschichte
Oglethorpe County wurde am 19. Dezember 1793 als 19. County in Georgia gebildet. Benannt wurde es nach dem Gründer von Georgia, General James E. Oglethorpe.

## Demografische Daten
Laut der Volkszählung von 2010 verteilten sich die damaligen 14.899 Einwohner auf 5.647 bewohnte Haushalte, was einen Schnitt von 2,61 Personen pro Haushalt ergibt. Insgesamt bestehen 6.484 Haushalte.
72,1 % der Haushalte waren Familienhaushalte (bestehend aus verheirateten Paaren mit oder ohne Nachkommen bzw. einem Elternteil mit Nachkomme) mit einer durchschnittlichen Größe von 3,07 Personen. In 34,9 % aller Haushalte lebten Kinder unter 18 Jahren sowie in 27,0 % aller Haushalte Personen mit mindestens 65 Jahren.
26,6 % der Bevölkerung waren jünger als 20 Jahre, 23,3 % waren 20 bis 39 Jahre alt, 29,7 % waren 40 bis 59 Jahre alt und 20,7 % waren mindestens 60 Jahre alt. Das mittlere Alter betrug 40 Jahre. 49,6 % der Bevölkerung waren männlich und 50,4 % weiblich.
78,3 % der Bevölkerung bezeichneten sich als Weiße, 17,2 % als Afroamerikaner, 0,2 % als Indianer und 0,4 % als Asian Americans. 1,9 % gaben die Angehörigkeit zu einer anderen Ethnie und 1,9 % zu mehreren Ethnien an. 3,7 % der Bevölkerung bestand aus Hispanics oder Latinos.
Das durchschnittliche Jahreseinkommen pro Haushalt lag bei 44.403 USD, dabei lebten 17,9 % der Bevölkerung unter der Armutsgrenze.

## Orte im Oglethorpe County
Orte im Oglethorpe County mit Einwohnerzahlen der Volkszählung von 2010:
Cities:
- Arnoldsville – 357 Einwohner
- Crawford – 832 Einwohner
- Lexington (County Seat) – 228 Einwohner

Town:
- Maxeys – 224 Einwohner